# Lagoa de Velhos
Lagoa de Velhos är en kommun i Brasilien.   Den ligger i delstaten Rio Grande do Norte, i den östra delen av landet, 1 700 km nordost om huvudstaden Brasília. Antalet invånare är 2 674.
Omgivningarna runt Lagoa de Velhos är huvudsakligen savann. Runt Lagoa de Velhos är det ganska glesbefolkat, med 35 invånare per kvadratkilometer.